# Kedungbocok
Kedungbocok is een bestuurslaag in het regentschap Sidoarjo van de provincie Oost-Java, Indonesië. Kedungbocok telt 3017 inwoners (volkstelling 2010).